# Staré Těchanovice
Staré Těchanovice település Csehországban, a Opavai járásban. Staré Těchanovice Vítkov, Melč, Moravice, Kružberk és Svatoňovice településekkel határos. Lakosainak száma 128 fő (2024. január 1.).

## Népesség
A település lakosságának változását az alábbi diagram mutatja:
| Lakosok száma | 479  | 461  | 412  | 234  | 135  | 155  | 155  | 149  | 126  | 128  |
|               | 1869 | 1900 | 1921 | 1961 | 1980 | 2011 | 2016 | 2019 | 2021 | 2024 |